# Napoleone Bonaparte come Marte pacificatore
Napoleone Bonaparte come Marte pacificatore è una scultura monumentale neoclassica in marmo realizzata dallo scultore trevigiano Antonio Canova tra il 1803 e il 1806, conservata alla Apsley House di Londra. Il gesso di questo capolavoro viene conservato presso la Gipsoteca canoviana di Possagno. Capolavoro di Canova, è considerato uno dei nudi maschili più perfetti della storia dell'arte.

## Descrizione
Canova scelse di raffigurare Bonaparte secondo un'idea di bellezza ideale tutta italiana che si ricollegava direttamente all'antico: idealizzato all'eroica come un colossale Marte vincitore, seguendo i costumi dell'antica Grecia, Napoleone appare nudo, ad eccezione della clamide militare, appoggiata semplicemente alla spalla sinistra. L'eroe è in piedi, con il braccio sinistro sollevato per sorreggere l'asta, mentre il braccio destro è proteso a reggere un globo dorato, dominato da una Vittoria alata. L'intera figura è affiancata da un tronco d'albero, che ha il compito di sorreggere l'intera composizione.
La figura è ispirata al modello greco, forse l'Atleta degli Uffizi, mentre il deciso incedere deriva probabilmente dal famoso Apollo del Belvedere. Nonostante la fredda accoglienza riservatagli al suo arrivo a Parigi nel 1811, il colosso venne lodato dalla critica italiana, favorevole alla rappresentazione all'antica degli uomini illustri. La Francia di inizio Ottocento, infatti, era molto più incline alla raffigurazione in abiti contemporanei e alla fedeltà storica che non all'idealizzazione all'antica, come si può notare dalle numerose opere prodotte oltralpe che ritraggono Bonaparte nel periodo che va dal consolato all'impero.

## Storia
All'inizio dell'Ottocento Antonio Canova poteva essere considerato lo scultore più celebre in assoluto di tutto il panorama artistico europeo. Già lodato per capolavori come Amore e Psiche, le grandi tombe monumentali di Clemente XIV e Clemente XIII e la Maddalena penitente, l'artista italiano non passò inosservato a Napoleone Bonaparte, divenuto ormai primo console della Repubblica Francese. Canova venne convocato a Parigi nel settembre del 1802: Napoleone richiedeva un ritratto di sua mano. Nonostante le tensioni politiche tra Francia e Stato Pontificio, Canova accettò l'invito e alla fine di settembre giunse a Parigi dove in cinque sedute di posa modellò il bozzetto in argilla del busto di Napoleone. Fu proprio in questa circostanza che il primo console commissionò ad Antonio Canova una statua colossale che celebrasse la sua figura. Rientrato a Roma nel 1803, lo scultore trasse il gesso del ritratto eseguito a Saint-Cloud (nonostante il modello sia conservato alla Gipsoteca di Possagno, non si hanno tracce della rispettiva traduzione in marmo) e si mise al lavoro progettando la grande statua in marmo bianco di Carrara realizzando prima una serie di bozzetti preliminari e poi uno studio del ritratto, modellato dal vero in occasione della visita a Parigi, che avrà un successo incredibile, venendo replicato più volte e diventando così una delle più famose effigi di Bonaparte. L'originale (rimasto nella stanza dell'artista fino al giorno della sua morte) è da identificare probabilmente nel busto marmoreo conservato ora nella collezione del duca di Devonshire a Chatsworth. Dopo l'ultimazione del modello in gesso definitivo, Canova iniziò a lavorare al blocco di marmo, lavoro che si protrasse per tre anni a causa delle innumerevoli commissioni affidate allo scultore di Possagno. L'opera in corso di sbozzatura venne vista da diverse personalità dell'epoca, che ne lodarono immediatamente la grande qualità. Terminato nel 1806, il colosso giunse a Parigi solamente nel 1811, dove venne accolto piuttosto freddamente sia dalla critica che dallo stesso Napoleone, che non esitò a definirlo "troppo atletico" e ne sancì l'occultamento al pubblico nonostante la collocazione di prestigio nel Musée Napoléon, il ribattezzato Louvre. Dopo la caduta di Bonaparte e la conseguente disgrazia della sua figura, la grande statua — nonostante la proposta di acquisto dello stesso Canova — venne venduta dal governo borbonico alla corona d'Inghilterra, che ne fece dono ad Arthur Wellesley, duca di Wellington, il vincitore della battaglia di Waterloo. Nel 1817 il duca la collocò nella sua residenza londinese, dove si trova ancora oggi.

## La replica in bronzo della Pinacoteca di Brera
Nella primavera del 1807 il ministro Charles-Jean-Marie Alquier, ambasciatore di Francia a Roma, per disposizione del principe Eugenio di Beauharnais, viceré del Regno d'Italia nonché figliastro di Napoleone, commissionò al Canova, per la cifra di cinquemila luigi francesi, una copia esatta in bronzo della statua marmorea.
La statua trovò una collocazione solo nel 1859, quando fu posizionata al centro del cortile d'onore del palazzo di Brera, in occasione della visita di Napoleone III a Milano.